# Istria
Pour les articles homonymes, voir Istria (homonymie).
Istria (en corse : Istria [ˈistrja]) est une ancienne piève de Corse. Située dans le sud de l'île, elle relevait de la province de Sartène sur le plan civil et du diocèse d'Ajaccio sur le plan religieux.
Correspondant à la partie amont du fief du même nom, Istria s'identifie à la piève de Cruscaglia des documents médiévaux jusqu'à sa disparition à la fin du XVIIIe siècle. Petreto en était le lieu le plus peuplé.

## Géographie

### Situation et relief
Istria désigne l'ensemble des territoires en rive gauche de la moyenne vallée du Taravo à l'aval des Bains de Guitera. Elle est limitée à l'ouest par le Taravo qui la sépare de la piève d'Ornano, au nord par la haute vallée du Taravo (piève de Talavo) et à l'est par une longue crête entre Istria et Scopamène reliées par le col de Vaccia entre Olivese et Aullène.

### Composition
La piève d'Istria désigne, en descendant le Taravo, les territoires des communes de :
- Olivese (Livesi);
- Argiusta-Moriccio (Arghjusta è Muricciu);
- Moca-Croce (Macà è a Croci);
- Petreto-Bicchisano (Pitretu è Bicchisgià);
- Casalabriva ;
- Sollacaro (Suddacarò);
- Olmeto (Ulmetu)[1],[2].

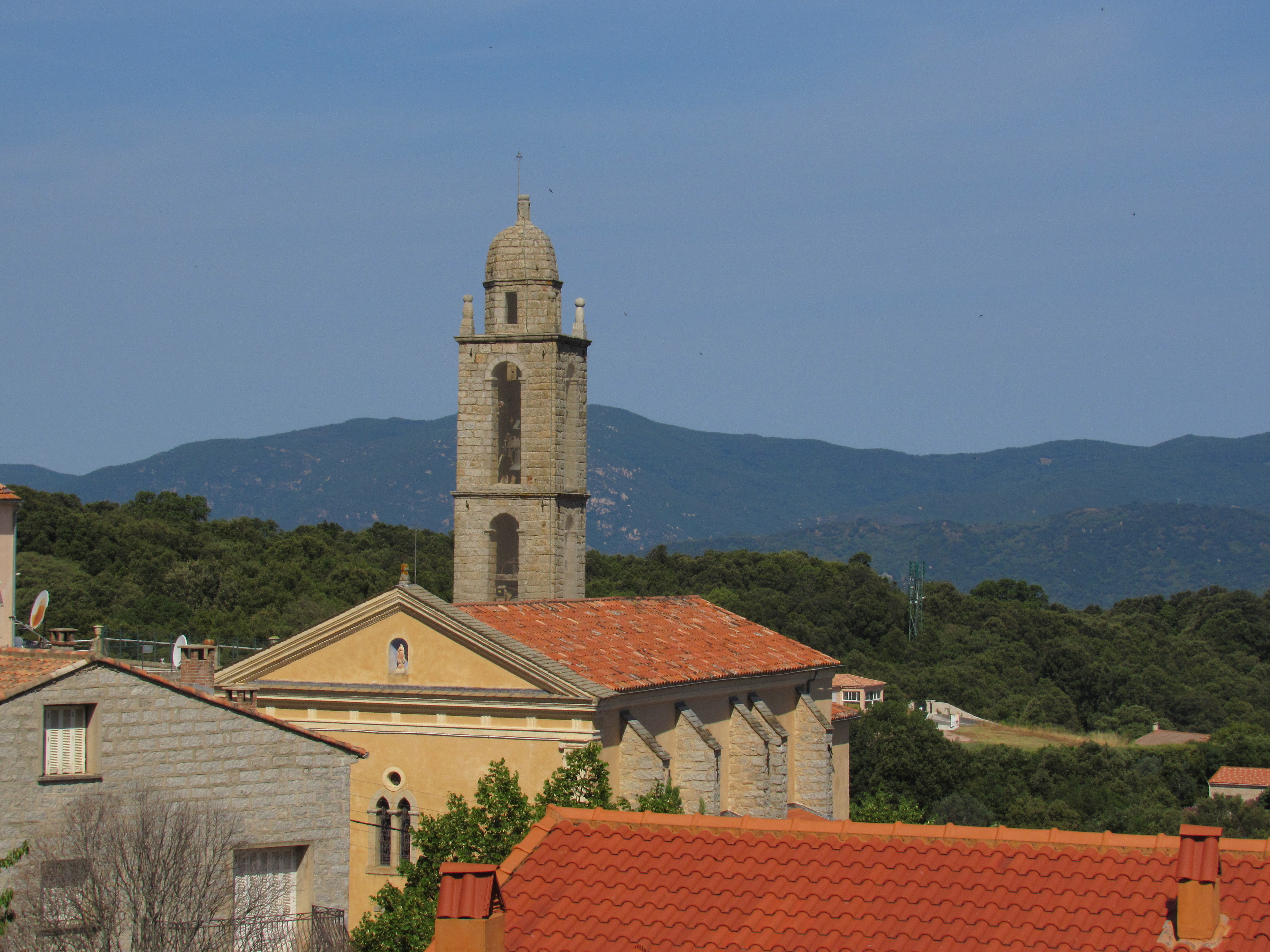
Petreto.
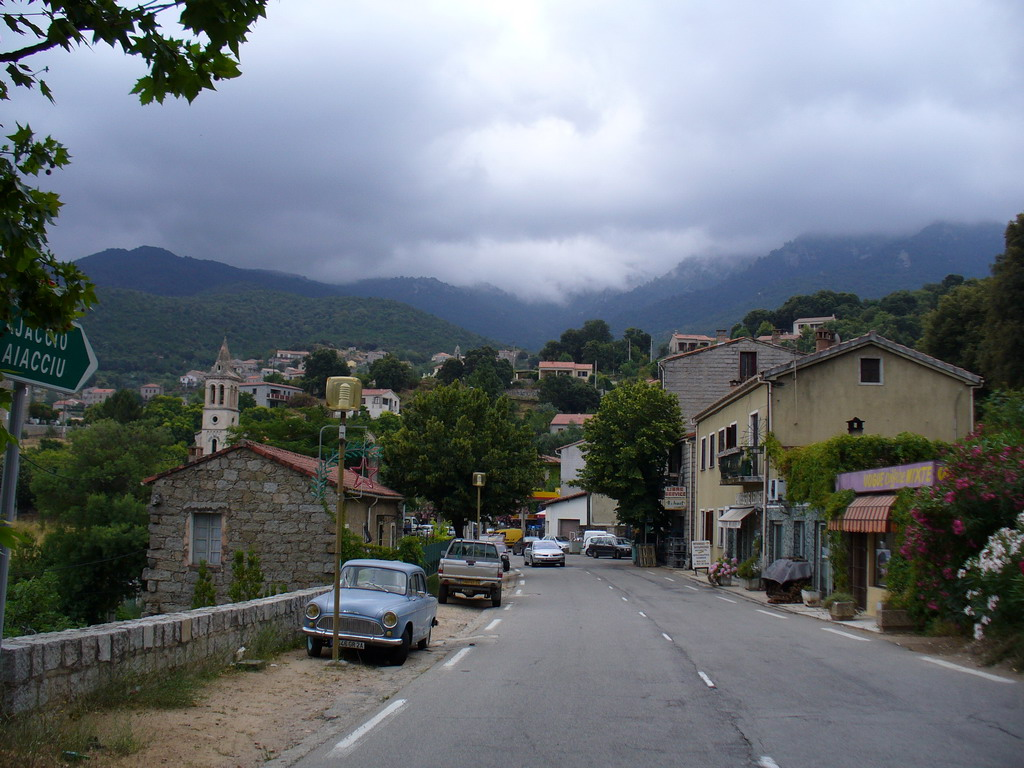
Bicchisano.
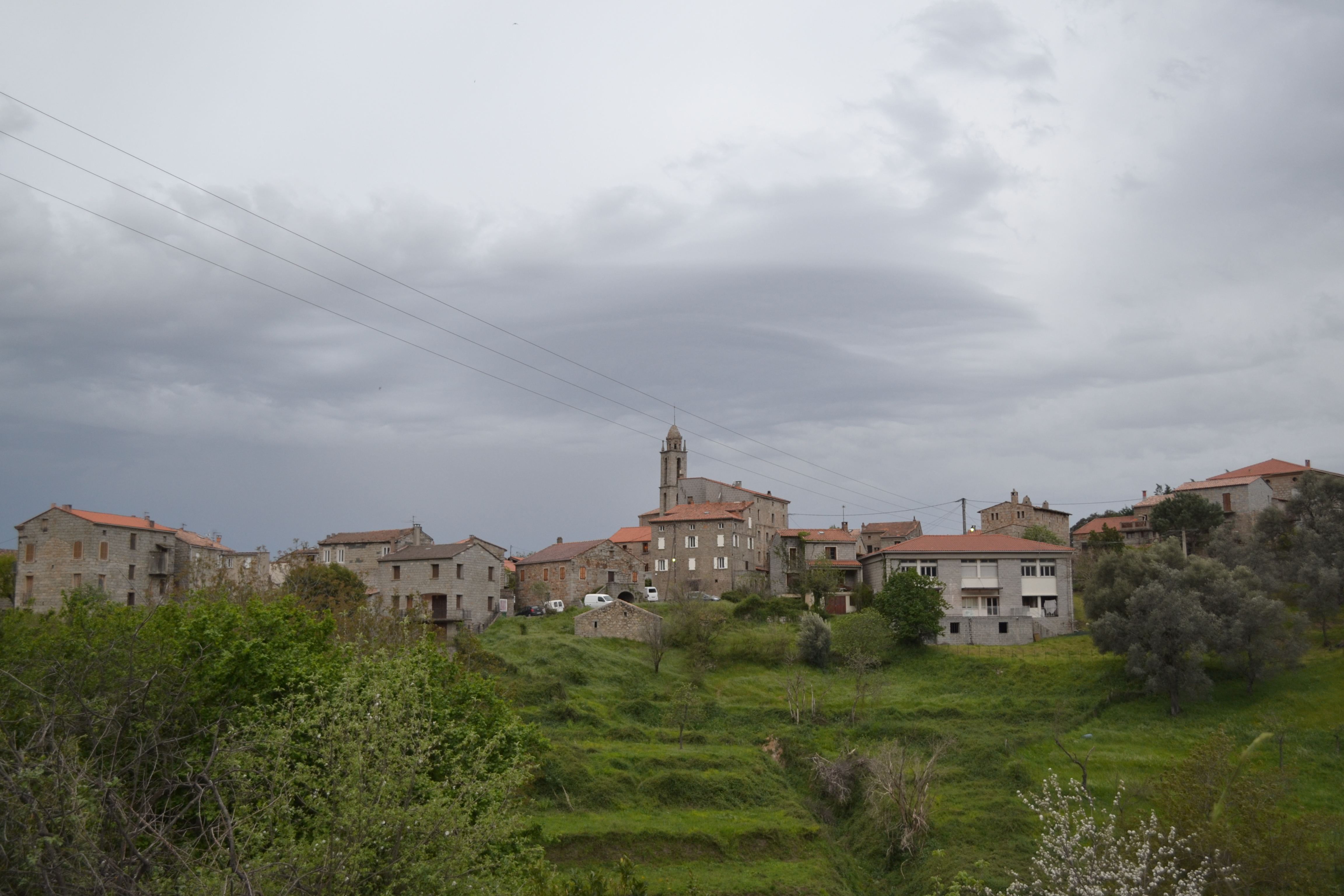
Moca.

### Pièves limitrophes
La piève d'Istria avait pour pièces voisines :

### Histoire
Au XVIe siècle vers 1520, le fief d'Istria était divisé en deux pièves : Valle et Cruscaglia.
La piève de Cruscaglia avait pour lieux habités :
- lo Petreto : Petreto ;
- Becchisa : Bicchisano ;
- Muca : Moca ;
- la Casella ;
- la Croce : Croce ;
- lo Molichio : Moriccio ;
- le Veze : Olivese.

Le 15 mai 1768, par le traité de Versailles, Gênes charge la France d’administrer et de pacifier la Corse. Passant sous administration militaire française, le fief d'Istria est dissous et les pièves civiles de Cruscaglia et de Valle sont fusionnées par arrêté du Conseil d'État le 2 novembre 1771 pour former la piève d'Istria. Celle-ci devient en 1790 le canton d'Istria, lui-même démembré en 1793 et réparti entre deux nouveaux cantons :
- canton de Taravo formé d'Argiusta-Moriccio, Calvese, Casalabriva, Moca-Croce, Olivese, Petreto-Bicchisano et Sollacaro ;
- canton de Vallinco formé avec Olmeto et les communes du canton de Viggiano.